# Rikard Nordstrøm
Rikard Hannibal Wilhelm Nordstrøm (23. april 1893 i København – 7. februar 1955 smst) var en dansk gymnast som deltog i OL 1912 i Stockholm.
Nordstrøm vandt en bronzemedalje i gymnastik under OL 1912 i Stockholm. Han var med på det danske hold som kom på en tredjeplads i holdkonkurrencen for hold i frit system. Norge vandt konkurrencen.